# Hypershow
L'Hypershow est une ancienne émission de télévision française diffusée en clair sur Canal+ de 19 h à 20 h 30 du lundi 2 septembre au vendredi 22 novembre 2002,. Elle fut conçue et animée par Frédéric Beigbeder, avec Jonathan Lambert, Sabine Crossen et Henda.
L'émission avait été lancée pour succéder à Nulle part ailleurs dont l'audience ne cessait de s'éroder malgré les efforts de la chaine, mais ce talk-show au ton volontairement décalé, eut du mal à fidéliser son audience et ne dura que trois mois. En effet, moins de 500 000 fidèles,, suivaient l'émission. Dans la semaine du 9 au 13 septembre, L'Hyper Show était tombé à 1,5 % de part d'audience (PDA) pour seulement 212 000 téléspectateurs (moins qu'Arte à la même heure). Gros échec pour Frédéric Beigbeder qui sera remplacé par l'aussi éphémère Maurad contre le reste du monde. Le créneau sera repris l'année suivante par Merci pour l'info, présenté par Emmanuel Chain, puis l'année d'après par Le Grand Journal de Michel Denisot (où d'ailleurs Frédéric Beigbeder fut un temps chroniqueur).

## Générique
La musique du générique est tirée du morceau E.V.A. de Jean-Jacques Perrey remixé par Fatboy Slim.